# Hentai
Hentai (変態?) escuchaⓘ es una palabra japonesa que puede traducirse como «pervertido» o «perversión».

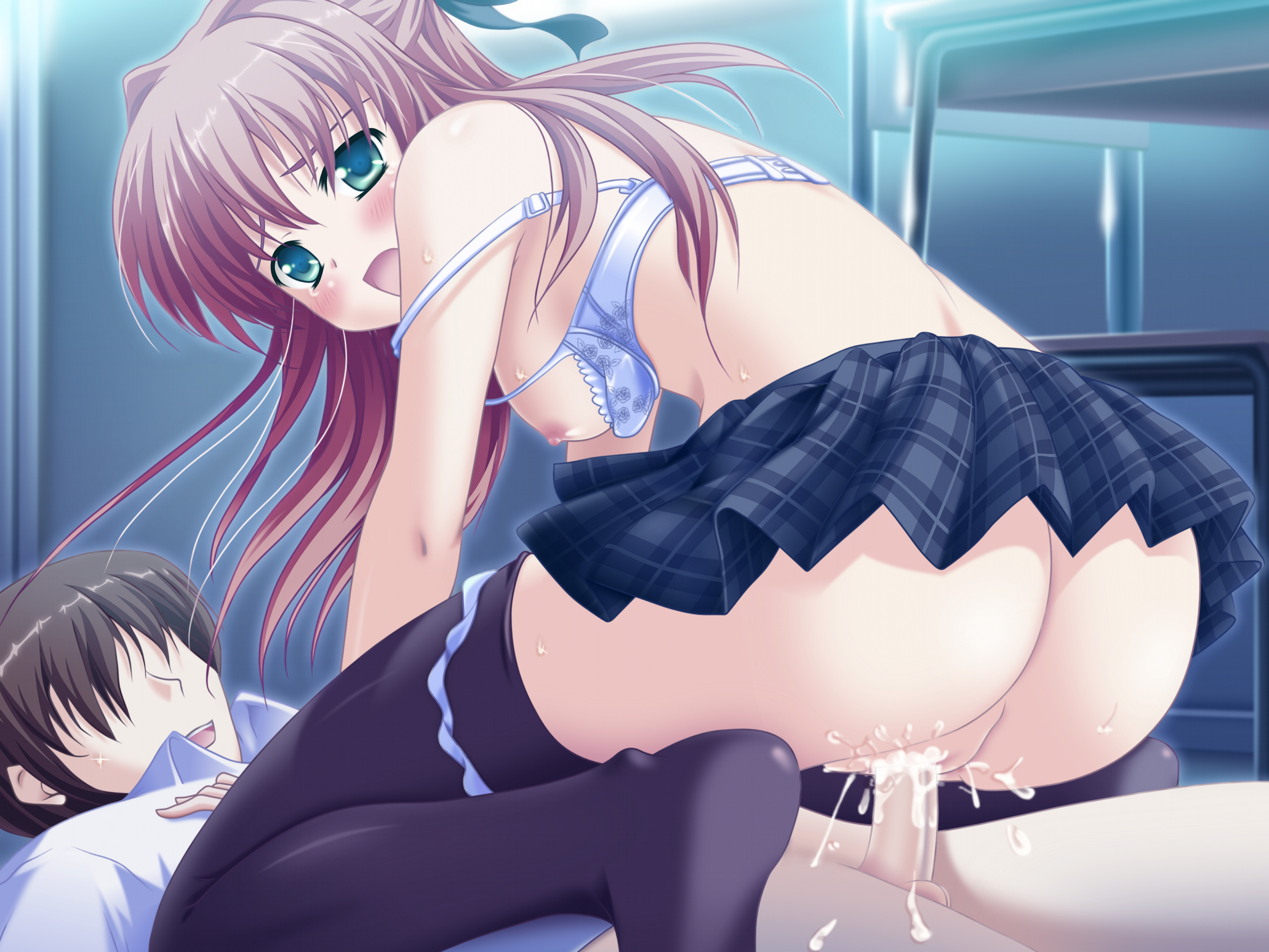
Un ejemplo de una ilustración hentai heterosexual; la imagen ha sido modificada para eliminar la censura que estaba presente en la obra de arte original.

Además, hentai es el nombre que recibe el género de manga y anime de contenido pornográfico. Su aparición y desarrollo se debe a la actitud cultural e histórica japonesa hacia la estética y la sexualidad; algunas de las realidades legales y económicas de Japón también desempeñaron su papel. La palabra hentai está muy extendida en el mundo occidental, aunque en Japón se utilizan con mayor frecuencia otros términos equivalentes, por ejemplo 18-kin (18禁 prohibido [hasta los] 18?).
Al igual que con el anime regular, la mayoría de las producciones anime hentai se basan en mangas preexistentes (en este caso, manga hentai). Por norma general, los animes hentai suelen ser de menor calidad en comparación con animes regulares, bien sea en la cantidad de detalles en la animación y los gráficos; mostrando diversas parafilias. Las tramas utilizadas pueden ser simples y sencillas como también intrincadas y complejas. Las producciones hentai no están destinadas a ser transmitidas por televisión, por lo que se comercializan en formato OVA (producciones animadas destinadas para su consumo en vídeo). También existe en forma de videojuegos eróticos de computadora y dōjinshis. Se puede encontrar una gran variedad de manga y anime, no relacionados con el hentai, pero que sí contienen escenas eróticas o una gran cantidad de bromas con connotaciones sexuales, llamados ecchi (エッチ etchi?).

## Terminología

La palabra «hentai» escrita en kanji.

Hentai es un término japonés escrito en kanji con los caracteres 変 (en japonés: 変, romanizado: hen, lit. ''cambio' o 'extraño'') y 態 (en japonés: 態, romanizado: tai, lit. ''apariencia' o 'condición''), y significa «metamorfosis» o «transformación». En contextos sexuales, tiene significados adicionales de «perversión» o «anormalidad», especialmente cuando se usa como adjetivo; en estos usos, es la forma abreviada de la frase hentai seiyoku (変態性欲?) que significa «perversión sexual». El carácter hen es un término general para la rareza como una peculiaridad, no lleva una referencia sexual explícita. Si bien el término se ha expandido en uso para cubrir una variedad de publicaciones, incluidas las publicaciones homosexuales, sigue siendo principalmente un término heterosexual, ya que los términos que indican homosexualidad entraron en Japón como palabras extranjeras. Las obras pornográficas japonesas a menudo se etiquetan simplemente como 18-kin (18禁 18-prohibido?), que significa «prohibido para aquellos que aún no tienen 18 años», y seijin manga (成人漫画 manga para adultos?). Los términos menos oficiales también en uso incluyen ero anime (エロアニメ?), ero manga (エロ漫画?), y el siglas en inglés AV (en inglés: Adult video, lit. 'Video para adultos'). El uso del término hentai no define un género en Japón.
Hentai se define de manera diferente en inglés. El Oxford Dictionary Online lo define como «un subgénero de los géneros japoneses de manga y anime, caracterizado por personajes abiertamente sexualizados e imágenes y tramas sexualmente explícitas». Se desconoce el origen de la palabra en inglés, pero John Oppliger de AnimeNation señala a principios de la década de 1990, cuando se lanzó un dōjinshi erótico de Dirty Pair titulado H-Bomb, fue cuando muchos sitios web vendieron acceso a imágenes seleccionadas de novelas visuales y juegos eróticos japoneses. El primer uso en inglés del término se remonta a rec.arts.anime boards; con una publicación de 1990 sobre Happosai de Ranma ½ y la primera discusión del significado en 1991. Un glosario de 1995 en los tableros de rec.arts.anime contenía una referencia al uso japonés y la definición en evolución de hentai como «pervertido» o «sexo pervertido». The Anime Movie Guide, publicada en 1997, define ecchi (エッチ etchi?) como el sonido inicial de hentai (es decir, el nombre de la letra H, como se pronuncia en japonés); incluía que el ecchi era «más suave que el hentai». Un año después se definió como un género en Good Vibrations Guide to Sex. A principios de 2000, hentai figuraba como el 41.er término de búsqueda más popular de Internet, mientras que anime ocupaba el 99.º lugar. La atribución se ha aplicado retroactivamente a obras como Urotsukidōji, La Blue Girl y Cool Devices. Urotsukidōji se había descrito previamente con términos como «Japornimation», y «erotic grotesque», antes de ser identificado como hentai.

## Etimología
Aunque hentai, por lo general en occidente es como se le denomina a las producciones pornográficas de manga y anime, en Japón la palabra no se usa ampliamente en ese sentido. «Hentai» consta de dos caracteres: Hen (変 Extraño?) y Tai (態 Comportamiento?), literalmente significa «metamorfosis» o «anomalía». Hasta finales del siglo XIX no tenía ninguna connotación sexual. En 1894, una traducción del libro sobre la desviación sexual de Richard von Kraft-Ebing, Psicopatías sexuales (1886), fue publicado en Japón. En japonés, el nombre se tradujo como «Hentai seiyoku shinrigaku», e introducía en la terminología médica una frase popularizada en la prensa japonesa de posguerra: Hentai seiyoku (変態 性欲 Perversión sexual?). La palabra hentai, tomada prestada en la cultura occidental por los seguidores del manga y anime, es una versión abreviada del término hentai seiyoku. En Japón, se llama de esta forma a personas que sufren alguna forma de perversión sexual. Tiene una connotación negativa y puede usarse para referirse a oficios eróticos y pornográficos, pero solo aquellos en los que se muestran parafilias. En otros casos, se utiliza ero (por ejemplo, ero-manga - manga erótico), Seijin (成人 Adulto?) o Juhachi-kin (18 禁?). Por lo tanto, la palabra «hentai» ha adquirido su propio significado más amplio en el extranjero.
El término ecchi se deriva de la palabra hentai y en algún momento fue sinónimo de ella. Ecchi es la pronunciación japonesa de la letra «H» en habla inglesa, siendo esta, la primera letra en la palabra hentai. Pronto la simple mención de la letra «H» sola comenzó a reemplazar toda la palabra entera, sin embargo, su significado comenzó a cambiar. Ecchi comenzó a significar la designación de algo obsceno, en un sentido amplio, en contraste con el término hentai, que aún conservaba fuertemente su significado ligado con ciertas parafilias.

## Historia

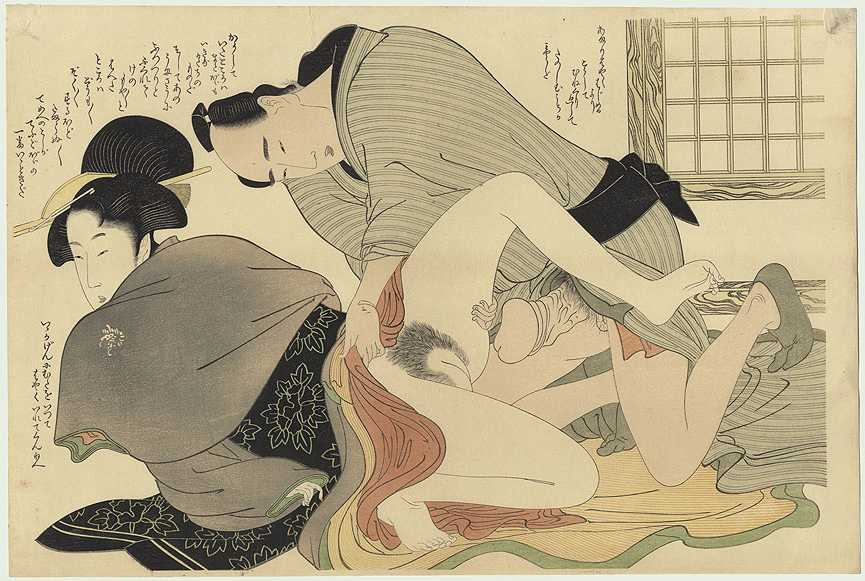
Shunga de la serie «Preludio al deseo» (Negai no sochuchi) de Kitagawa Utamaro, 1799.

La mayoría de los investigadores coinciden en que el manga erótico se remonta al período Edo (1600-1868), cuando surgió una nueva tendencia en las artes visuales: las impresiones Ukiyo-e. Las impresiones eróticas -shunga- fueron prohibidas después de la Restauración Meiji (1868), pero han influido mucho en las imágenes y tramas de la pornografía japonesa moderna. El hentai moderno se desarrolló en la década de 1970. El pionero en el mundo del manga erótico fue Gō Nagai, cuya obra humorística Harenchi Gakuen (1969) fue severamente criticada por vulgar, e implicó protestas por parte de asociaciones y comités de madres de familia. En 1969, se mostró el primer anime erótico, Senya Ichiya Monogatari. El gekiga erótico ganó popularidad.
 Las producciones hentai más clásicas serían Lolita Anime, Cream Lemon y Urotsukidōji. En las décadas de 1980 y 1990, surgieron y se desarrollaron géneros y tendencias derivados propios: yaoi, yuri, futanari y otros.
El descubrimiento mundial masivo de este tipo de anime tuvo lugar a finales de la década de 1980 y, gracias a la expansión del Internet, el hentai se hizo ampliamente conocido y popular en los continentes de América del Norte y Europa debido a la ingenuidad de los personajes femeninos y la calidad de los gráficos utilizados. En 1994-1995, el manga hentai se publicó por primera vez fuera de Japón. Algunas obras como La Blue Girl (1992) y Kite (1998) han adquirido un estatus de culto debido a sus historias interesantes y personajes elaborados cuidadosamente. Debido a la falta de competencia en occidente, la expansión del mercado de consumo y distribución en Japón, los videojuegos eróticos de computadora dieron otro impulso al género. En el 2000, la palabra «hentai» era el 41.º término de búsqueda más popular en Internet. En febrero de 2012, la base de datos de Anime News Network contenía información sobre 1700 series de manga y anime hentai, de los cuales más de 1400 se produjeron entre 2000 y 2012.

## Censura

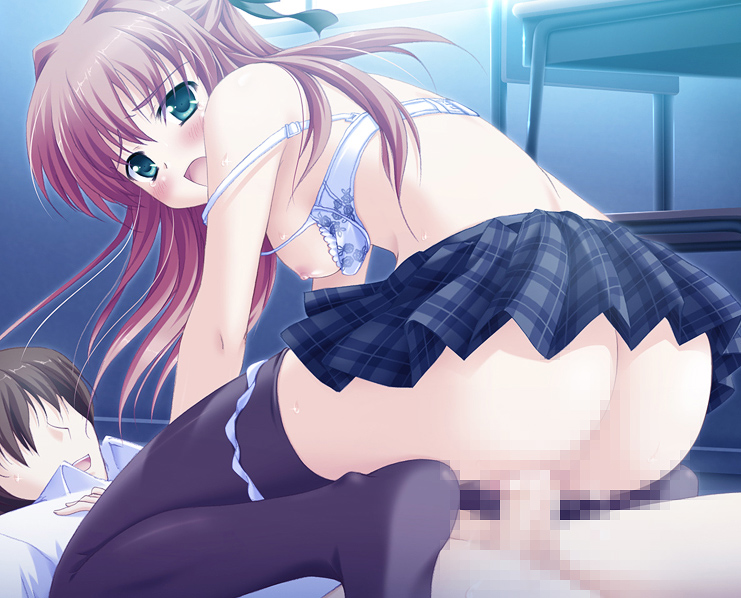
Ejemplo de hentai con censura

Las leyes japonesas vigentes desde la Segunda Guerra Mundial y hasta la década de 1990 prohibían la inclusión de cualquier tipo de imagen demasiado gráfica de los genitales, por lo que en este género se inventaron distintos tipos de censura, por ejemplo, retocando los genitales o haciéndolos aparecer simbólicamente. Esto explica la gran cantidad de personajes fantásticos en las producciones hentai: monstruos, demonios, androides, alienígenas, etc., cuyos genitales son aparentemente un tanto diferentes a los humanos. Además, los artistas de este género empezaron a representar personajes con un mínimo de detalles anatómicos y sin presentar vello púbico (hasta 1991 estaba prohibido mostrar representaciones de vello púbico), lo que provocó la difusión de hentai con chicas aparentemente muy jóvenes, casi adolescentes, que a los ojos de un occidental podrían parecer niñas.
El levantamiento de estas prohibiciones a principios de la década de 1990, permitió la inclusión de imágenes más explícitas en producciones manga, anime, cinematografía y fotografía, pero la censura de los genitales prosiguió en el territorio nipón, a diferencia de los lanzamientos de animes en el extranjero, que casi siempre carecían de censura (los productores originales no agregaban censura al comercializar estas producciones anime en territorios de Estados Unidos y Europa). Durante la traducción de este tipo de producciones, surgieron otras sutilezas: por ejemplo, la ley de Reino Unido prohíbe los actos sexuales entre menores de edad, incluso en forma dibujada. Por lo tanto, en los estrenos de las películas, se recortan algunas escenas y en algunos casos la edad de los personajes se cambian. Esto ocurrió con la producción OVA de La Blue Girl, cuya heroína en la traducción al inglés pasó de ser una colegiala a una estudiante, además, todas las escenas pornográficas con la participación del ninja, el compañero de la protagonista, fueron recortadas, porque este parecía un niño por su baja estatura.

## Categorías
Las escenas pornográficas en producciones hentai son sumamente variadas. Al igual que la pornografía regular, los temas pueden incluir sexo oral, sexo anal, sexo grupal, masturbación, sexo por primera vez, etc.; las protagonistas suelen ser profesoras, amas de casa, empleadas domésticas, enfermeras, etc; los lugares retratados más comunes suelen ser escuelas, trenes y vagones del tren, casas, apartamentos, etc. En el hentai, también hay sexo homosexual y donde se encuentran menores, aunque estos reciben nombre específicos, ya sea, yaoi, yuri, lolicon o shotacon. Tradicionalmente, solo las obras de contenido pornográfico heterosexual se denominan hentai.
Es incorrecto clasificar el hentai únicamente por el contenido de las escenas eróticas, ya que también se distingue por los géneros de la trama: comedia, misticismo, ciencia ficción, fantasía, romance y otros. Los más populares son la ciencia ficción, fantasía y romance. Aunque un gran número de obras están dedicadas a determinados acontecimientos místicos y a la lucha entre el bien y el mal. También existen obras sobre la vida cotidiana, entre ellas algunas bastante realistas. Los hentai de acción más conocidos son U-Jin Brand, New Angel y G-Taste. De igual manera existen parodias hentai, las más conocidas son Balthus: Tia's Radiance, Tokio Private Police, Venus 5 y Hooligan.

### Tentáculos

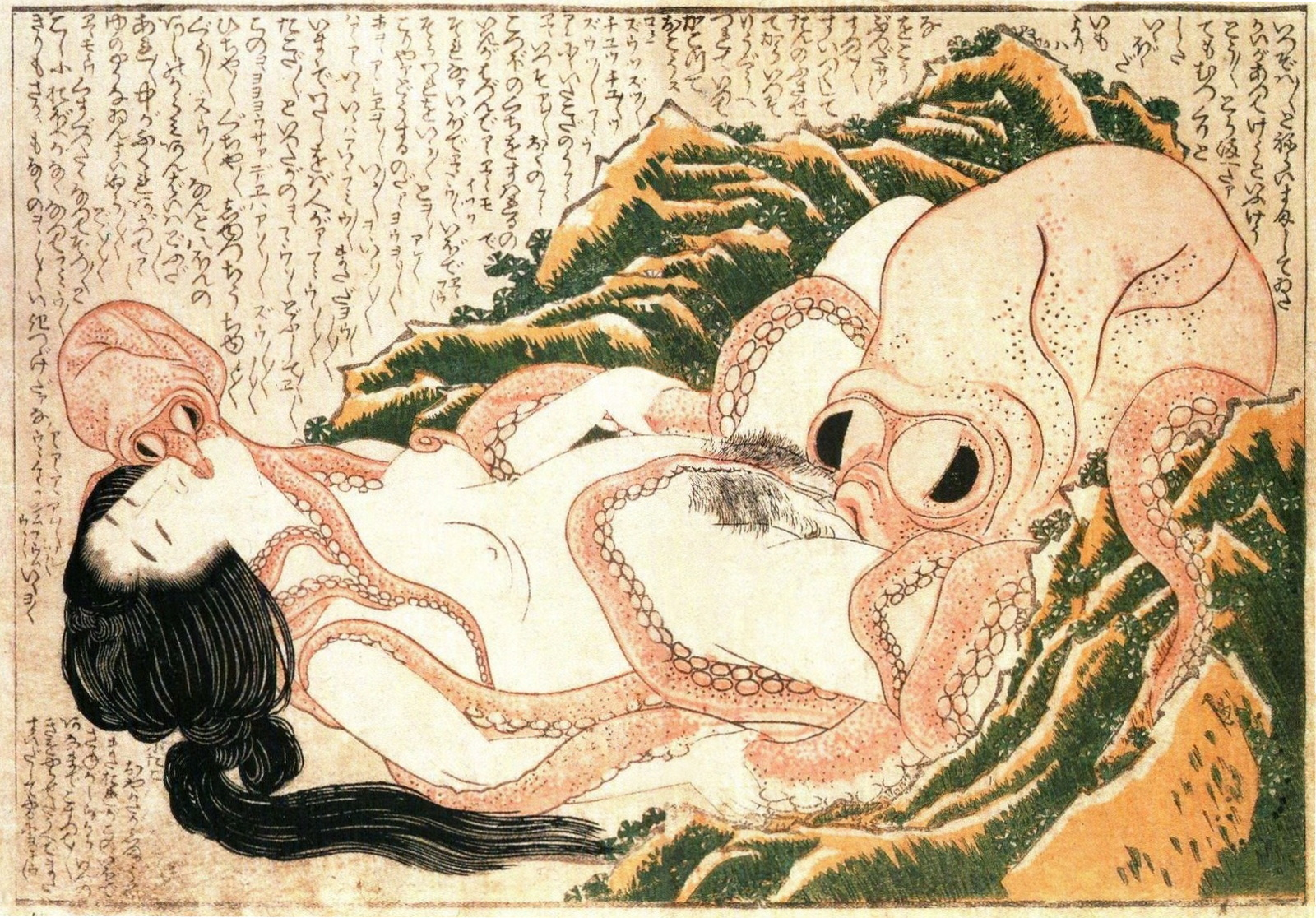
Historia del arte erótico japonés; El sueño de la esposa del pescador (1814).

En las producciones hentai, se usaban tentáculos debido a su similitud fálica con el pene, ya que en Japón está prohibido mostrar los genitales de manera explícita. Una imagen del estilo fue ilustrada ya en 1814 por Hokusai, quien describió las relaciones sexuales de una mujer y un par de pulpos en el grabado «El sueño de la esposa del pescador». Sin embargo, es el mangaka Toshio Maeda quien está considerado el inventor del género moderno, cuyo manga Urotsukidōji (1986) trajo gran popularidad al hentai de tentáculos, mientras que su versión de anime correspondiente se convirtió en uno de los más reconocidos del mundo.
Toshio Maeda explicó que se vio obligado a inventar una criatura fantástica (un demonio con tentáculos) como uno de los personajes principales debido a la restrictiva ley japonesa, que prohíbe la representación de escenas eróticas explícitas entre personas. Además, en aquel momento, las tramas y escenas de los mangas tenían temáticas similares y estaban muy estandarizados, ya que no todo era aprobado por los editores, así que Maeda quiso idear algo especial para su trabajo. Después de Urotsukidōji, Maeda continuó con Demon Beast Invasion y la icónica La Blue Girl. Los tentáculos son un tema frecuente en este tipo de mangas.

### Yaoi

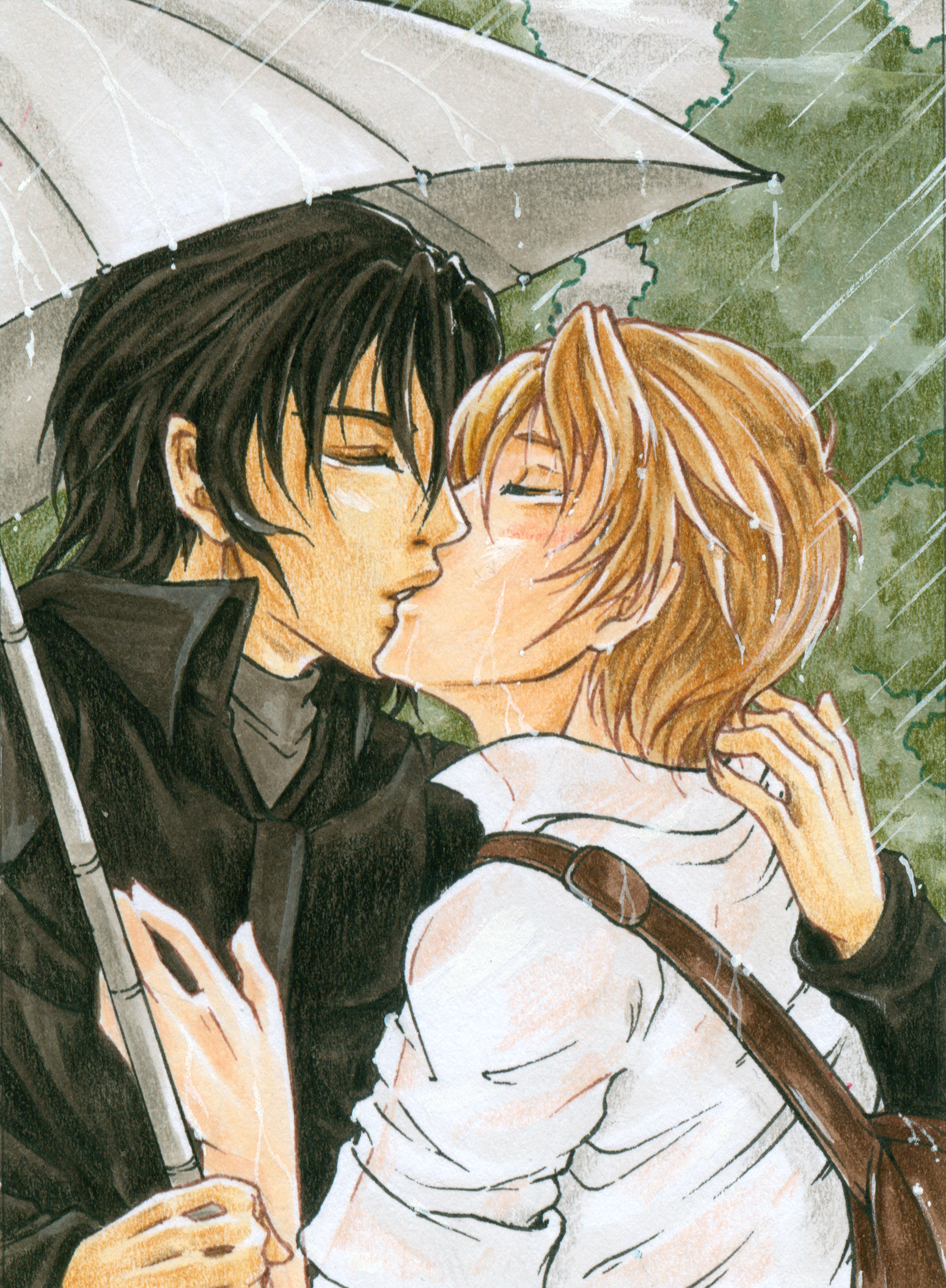
Ejemplo de ilustración yaoi que muestra a dos jóvenes besándose.

El yaoi es un término japonés utilizado para referirse a las representaciones artísticas, eróticas, sexuales o románticas de relaciones de 2 personajes masculinos. También conocido como BL (en inglés: Boy’s Love, lit. 'Amor de chicos'). Los personajes principales del género comúnmente se ajustan al estereotipo del seme (activo) y uke (pasivo). El material suele enfocarse en las relaciones amorosas entre personajes masculinos, aunque también es común encontrar contenido de carácter homoerótico. Si bien los protagonistas suelen ser casi siempre adolescentes, la edad de estos puede variar e incluir adultos más maduros. Los autores y el público objetivo de yaoi son chicas y mujeres heterosexuales. No todo el yaoi contiene pornografía explícita. En la década de 1970, algunas autoras del manga shōjo creaban historias que presentaban algunas relaciones de carácter platónico entre chicos, las cuales se conocían como shōnen-ai.
Los yaoi se clasifican según sus características:
- Shōnen-ai: Se refiere a series y manga con historias de contenido homosexual que no cuentan con ningún tipo de contenido sexual. También es importante mencionar que este género tiene como protagonistas a varones de cuerpos delgados y características algo femeninas, lo que se conoce como bishōnen (chico hermoso).[68]
- Hard yaoi: Igual que el shōnen-ai, pero sin la restricción de contenido sexual. Este subgénero muestra escenas sexuales e incluso se pueden llegar a ver los genitales de los personajes.[68]
- Bara: También conocido como ML (en inglés: Men’s Love, lit. 'Amor de hombres') es un término técnico usado para describir yaoi cuyos personajes son más masculinos y cercanos a lo que se conoce como cuerpos tipo «oso». Esto quiere decir que los cuerpos de los personajes son más musculosos o grandes en general y también pueden tener bello corporal.[68]
- Josou Seme: Es un subgénero yaoi en el cual el personaje dominante de la relación parece a simple vista ser del sexo femenino por su apariencia o personalidad. También incluye historias donde el dominante es travesti.[68]
- Oyaji (que significa 'padre' o 'tío'): Relaciones sexuales incestuosas donde el padre o el tío son de mediana edad o son ancianos.[69]

Hay que resaltar que el yaoi se extiende a mangas y anime estrictamente catalogados en este género, con excepción de algún manga o anime que parodie o referencie al mismo. 
Las mujeres interesadas en yaoi suelen ser denominadas como Fujoshi (腐女子). La traducción literal en español de este término sería 'chica podrida', por el supuesto ideal de que no eran mujeres puras ante sus deseos pecaminosos. En Japón es un término despectivo que se usa para referirse a mujeres que consumen este tipo de contenido.

### Yuri

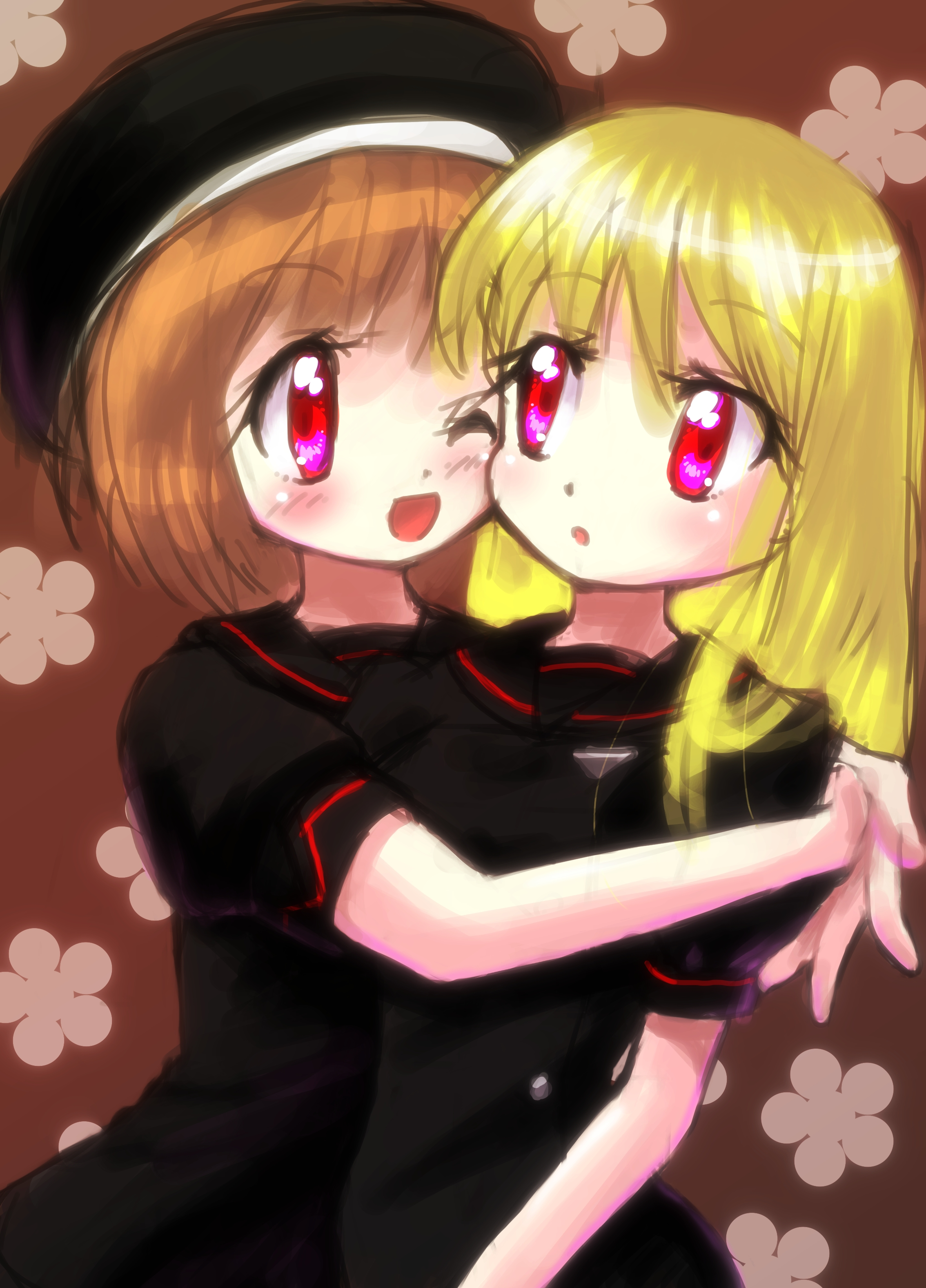
Pareja de chicas en el anime yuri

El yuri, shōjo-ai (少女 shōjo, chica joven; 愛 ai, amor?) o GL (en inglés: Girl's Love, lit. 'Amor de chicas') son animes y mangas que representan relaciones homosexuales entre mujeres. El término shōjo-ai, en occidente, tradicionalmente se refiere a series y manga de contenido lésbico que no cuentan con ningún tipo de contenido sexual, por otro lado, cuando sí hay contenido sexual, se usa la palabra yuri. Se cree que Senya Ichiya Monogatari (1969) fue el primer anime en representar el acto sexual entre chicas, mientras que el primer manga completamente dedicado a las relaciones lésbicas fue Shiroi Heya no Futari (1971), de Ryōko Yamagishi. El yuri comenzó en la década del 70. En la década de 1990, a medida que la sociedad japonesa se volvió más tolerante con las relaciones lésbicas, salieron las primeras escenas pornográficas en el yuri. Aunque no todo el manga y el anime yuri tienen contenido erótico, las escenas explícitas se han vuelto tan tradicionales para las obras de este género que en la mente de los fanáticos del manga y anime, el concepto de yuri suele estar muy ligado con el concepto de hentai. Actualmente, este género no está tan extendido como el yaoi. El yuri está diseñado en su mayor parte para el público masculino.
Existen revistas especiales de manga que publican yuri, como por ejemplo, Comic Yuri Hime, Comic Lily, Tsubomi, entre otros. El yuri, como el hentai, se divide en varios géneros: amor romántico (Shōjo Sect), comedia (Nageki no Kenkou Yuuryouji), drama (G-Taste), horror (Hotaruko), etc.

### Futanari

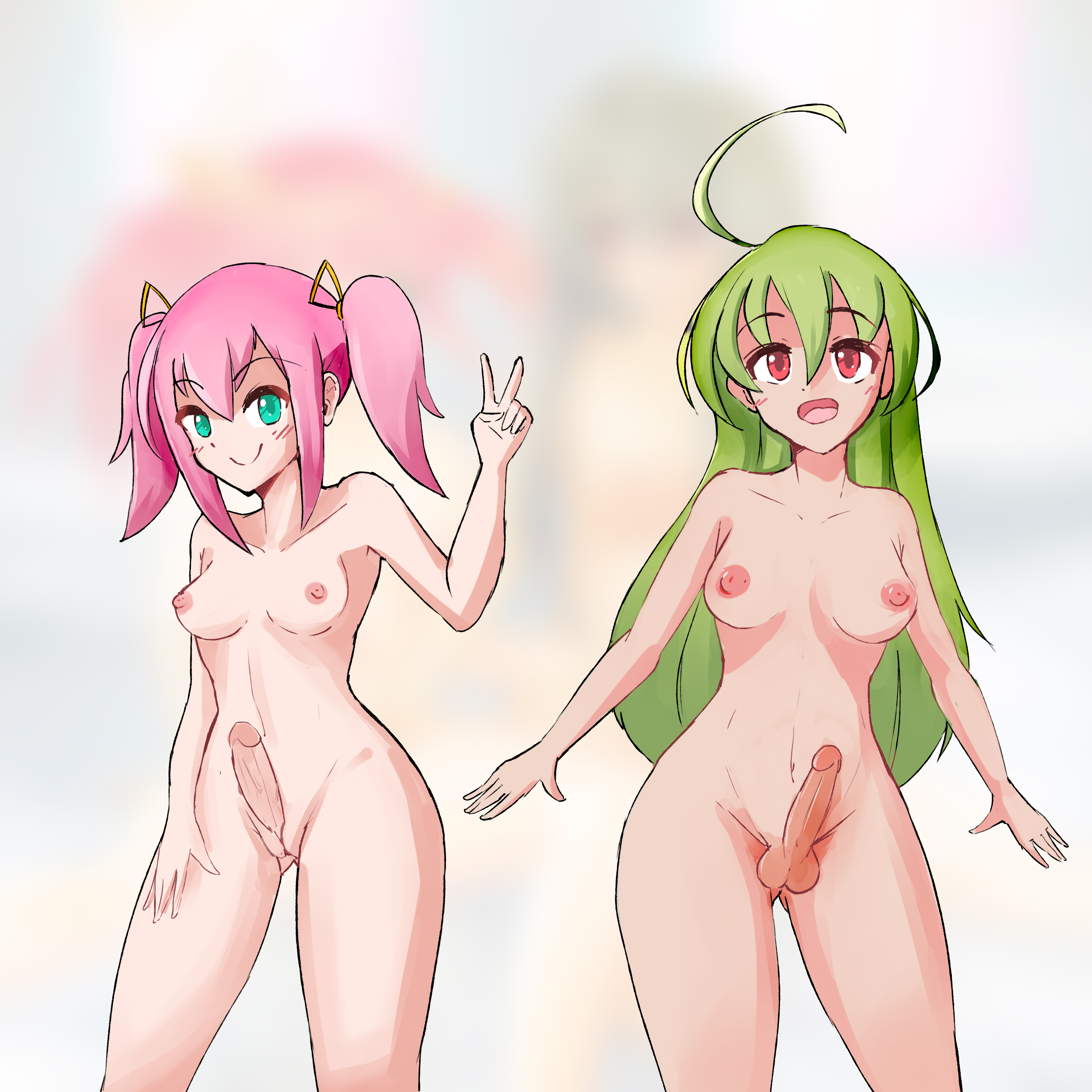

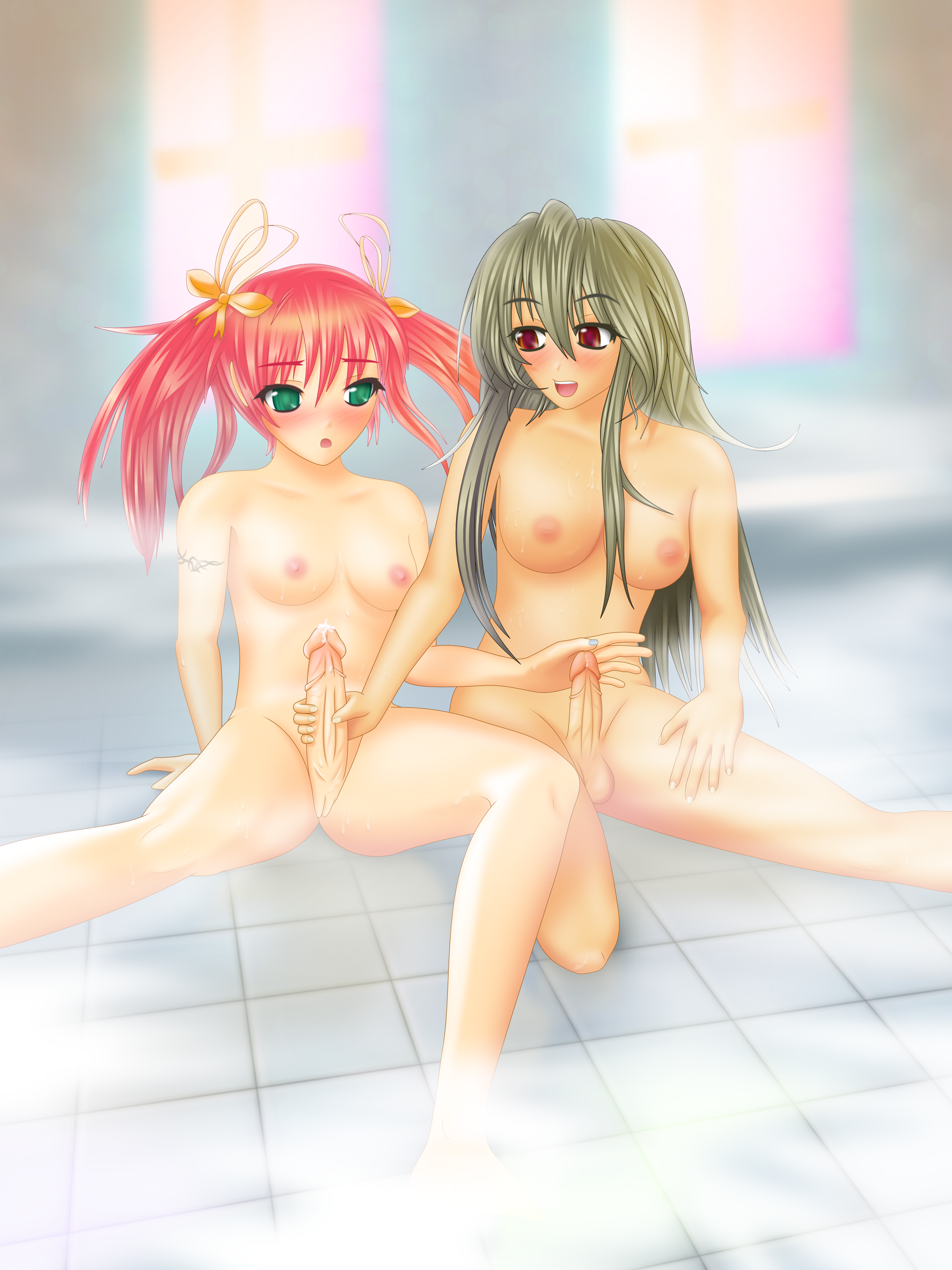

El hentai Futanari (二 形 Hermafroditismo?) es aquel en el que se incluyen personajes intersexuales o de estructura corporal femenina, pero con características sexuales masculinas. Estos incluyen, en primer lugar, chicas que tienen pene. Además del pene, puede contar con genitales femeninos también. Los personajes futanari suelen tener relaciones sexuales con mujeres, y ocasionalmente con hombres, ya que este género está dirigido principalmente a un público masculino.
Un personaje futanari apareció en uno de los episodios de Cream Lemon en 1987. En la década de 1990, el género ganó popularidad, pasando rápidamente de un pasatiempo específico de aficionados individuales a un fenómeno popular y masivo. En Japón, las revistas Issuisha, Akane Shinsha, y otras, publican mangas especializados en el género futanari. En occidente, el mangaka de futanari más famoso es Toshiki Yui.

### Ero-guro

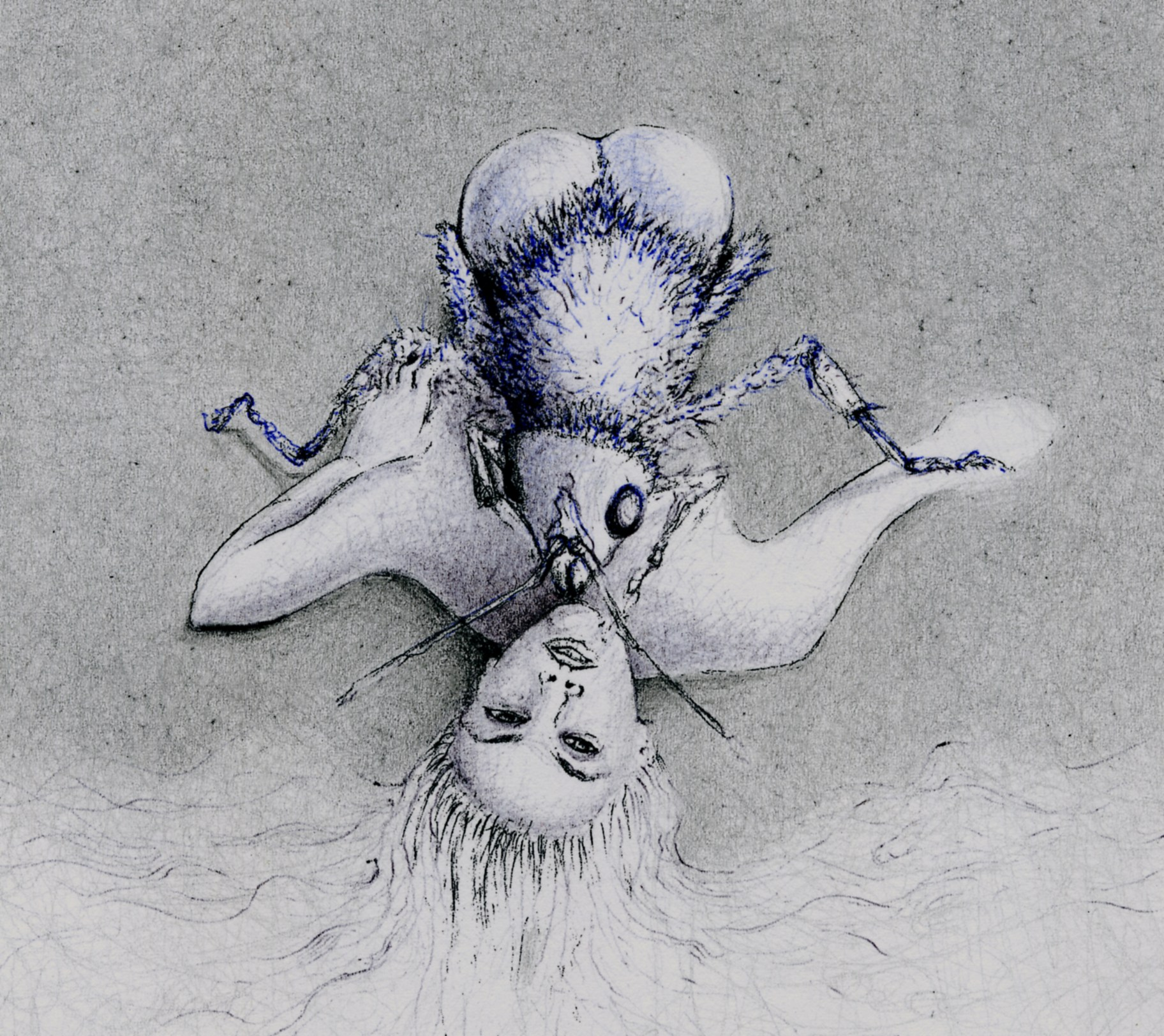
imagen ero-guro que contiene mutilación y órganos genitales

Los Ero-guro (エログロ?), también simplemente Guro, fueron desarrollados en la literatura y la pintura japonesas de las décadas de 1920 y 1930. Esta tendencia se enfoca en la manifestación de formas extremas de violencia, de estética y del erotismo del asesinato y la muerte y, en general, en todo lo que va más allá de la norma. Ero-guro hentai también se conoce como «hentai duro» o «violento». A pesar de la falta de una clasificación clara, en el ero-guro se pueden distinguir varios temas principales: escenas de violación, golpizas, necrofilia, descripción del suicidio, amputación de miembros, asfixia, canibalismo, rituales de asesinatos, inmovilizaciones del cuerpo, tortura y otras variantes sobre la muerte violenta de la víctima.
La revista de ero-guro más famosa fue Garo, la cual dejó de existir en 2002. Katsuichi Nagai, quien creó esta revista en 1964, no le pagaba a los autores al principio, debido a que no obtenía las suficientes ganancias. Las ventas de Garo era a menudo de solo 7 mil copias por mes, y en la década de 1980 se redujo a 150 copias por año, sin embargo, muchos mangakas de Garo, incluidos mangakas de ero-guro, se hicieron ampliamente conocidos posteriormente. Entre los autores reconocidos de ero-guro se encuentra Kazuichi Hanawa, Toshio Saeki, Suehiro Maruo, Hammaru Matino, Shintaro Kago y el ya mencionado Toshio Maeda. Además, a los artistas de manga de terror como Hideshi Hino y Junji Ito a veces se les referencia como artistas de ero-guro.

### Loliconyshotacon
Según las estadísticas, el 30% del hentai contiene shotacon y lolicon, escenas eróticas que involucran representaciones de niños. En Japón, la ley que prohíbe la posesión, producción y distribución de pornografía infantil no cubre las producciones ilustradas.
En el shotacon, los niños son retratados en un contexto erótico. El psicólogo Tamaki Saito cree que se originó a principios de la década de 1980, siendo originalmente un subgénero del yaoi. Con el tiempo dejaron de ser solo niños, agregando también a niñas: Saito escribe que un manga shotacon creado por mujeres es estructuralmente idéntico al yaoi, mientras que los mangakas masculinos representan a los niños pequeños «como niñas con penes». La mayor parte del manga shotacon se publica, extraoficialmente, en forma de dōjinshi en revistas o antologías especializadas en ML. Los más comunes son: Shōnen Roman (少年 浪漫?), Shōnen Shikō (少年 嗜好?), Shōnen Ai no Bigaku. Desde 1995 hasta la actualidad, se celebra el festival anual de dōjinshi shotacon Shotaket (ショタケット Shotacon + Ket de «Market» (Mercado)?).
Lolicon es el nombre japonés del «complejo de Lolita». En el manga y anime hentai lolicon se retratan las actividades sexuales que involucran a niñas. El género también apareció en la década de 1980, siendo Lolita Anime (1984), el primer hentai lolicon. En Japón, la palabra lolicon no tiene valores muy negativos, ya que el manga no es necesariamente pornográfico y atrae no solo a hombres, sino también a mujeres, por ejemplo, entre las autoras de manga lolicon más conocidas están: Kaworu Watashiya (Kodomo no Jikan) y Yukiru Sugisaki (Rizelmine). En la cultura occidental, sin embargo, el término lolicon y shotacon suele asociarse más con material de pornografía infantil. El investigador Roland Kilts cree que la tolerancia hacia ellos en Japón proviene de tradiciones nacionales, según las cuales se valora la libertad de la fantasía humana y el derecho a expresarla: «Las relaciones sexuales entre adultos y colegialas están prohibidas, pero es absurdo negar que tales ideas a veces se apoderan de la mente de algunas personas».

### Otros géneros

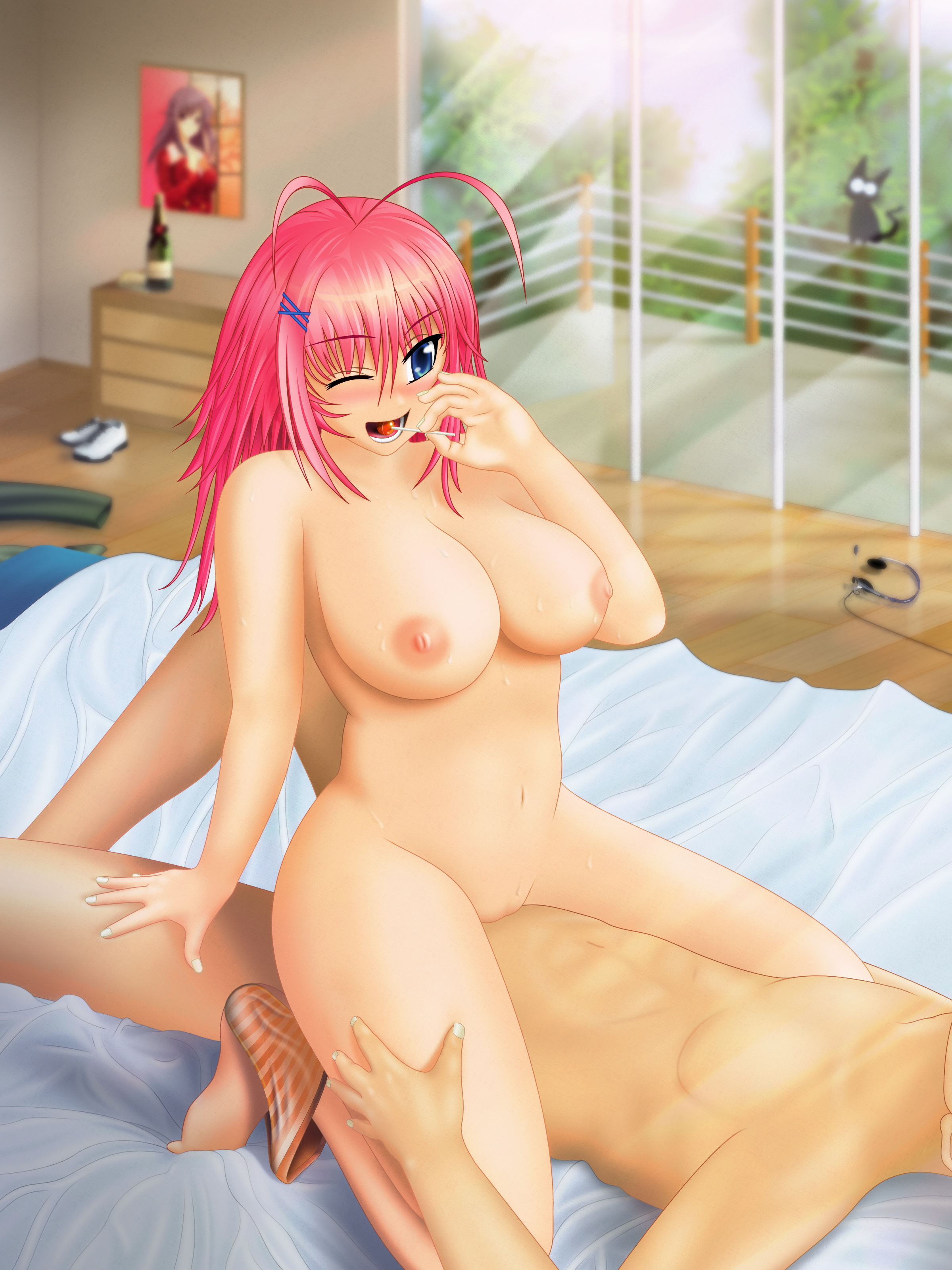
Un ejemplo de bakunyū, una mujer con senos grandes.

En el hentai, ciertas terminologías populares de la pornografía japonesa están ampliamente representadas:
- Bakunyū (爆乳 Pechos enormes?): Como bien dice el nombre, son hentai donde hay mujeres con pechos grandes.
- Shibari (縛り Atadura?): Es un estilo japonés de bondage que implica atarse siguiendo ciertos principios técnicos y estéticos, y empleando cuerdas generalmente de fibras naturales.
- Bukkake: Una serie de varones se turnan para eyacular sobre una persona, ya sea varón o mujer. Por lo general, al finalizar, la persona sobre quien se eyaculó se traga el semen, vaciado previamente en un vaso u otro recipiente.
- Omorashi (お漏らし Mearse encima?): Parafilia de origen japonés, relacionada con la incontinencia urinaria.
- Mazacon (マザコン Complejo materno?): Complejo de Edipo con la madre.[109] Relaciones sexuales entre madre e hijo. El incesto hermano-hermana también es popular.[40]
- Netorare: Una persona, ya sea hombre o mujer, engaña a su pareja. El mismo tiene sus propias variantes como el Netorase (que la persona engañada lo sepa) o el Netori (que el personaje principal robe la pareja de otro).[110][111] Aunque muy popular, no esta exento de críticas o debates.[112][113] El género es conocido popularmente como NTR.[114]

## Industria

### Anime
El anime hentai es producido para ser visto a través de internet, en formatos DVD o Blu-ray (ver formato OVA). Los estudios de animación más famosos son Green Bunny (グリーンバニー Gurīn Banī?), A1c (エイ・ワン・シー?), Pink Pineapple y Milky (ミルキー Mirukī?), este último siendo marca registrada de MS Pictures (ズピクチャーズ Zupikuchāzu?). A diferencia de la animación comercial que espera generar ganancias significativas, el hentai solo procura recuperar el costo de creación. Estos proyectos son diseñados con bajo presupuesto y se realizan en el menor tiempo posible (lo que explica la mala calidad de la animación), pero se venden a un precio elevado y con pocas copias. Los editores tratan de obtener mayores ingresos de las ventas individuales a un costo de producción mínimo, con raras excepciones como, por ejemplo, la directora Masami Obari, directora de Angel Blade (2001), quien utilizó un presupuesto alto para dicha obra. Sin embargo, la estrategia convencional (creación rápida de un producto barato y luego la implementación de un precio elevado) provoca una reacción negativa del consumidor. Solo la productora Pixy se opuso activamente a esta tradición, produciendo anime erótico de alta calidad y vendiendo DVD a precios bajos, pero la iniciativa no fue apoyada por otros estudios.
Muchas empresas están otorgando licencias y distribuyendo hentai en el extranjero: ADV Films, SoftCel Pictures, Critical Mass, NuTech Hentai, Central Park Media, Anime 18, JapanAnime.
En Occidente, especialmente en América Latina, el anime hentai tiene gran aceptación y popularidad. Sin embargo, ninguna empresa distribuidora ha obtenido los derechos de estas series para emitirlas de manera oficial. Por tal motivo, empresas independientes realizan fandubs (doblaje no oficial hecho por fans), para distribuir los anime hentai a través de internet.
Durante 2023, la empresa Anime Onegai, adquirió los derechos de ciertos animes hentai para su distribución y emisión legal dentro de su plataforma, dentro de los cuales se encuentran los anime Yosuga no Sora y Overflow.

### Manga
En Japón se publica una gran cantidad de revistas de manga hentai que cubren una amplia variedad de temas. Las editoriales más importantes, desde 2009, son Core Magazine, Akane Shinsha, TI Net, Kubo Shoten y Kill Time Communication. Entre los editores competidores se encuentran las empresas Touen Shobou y Tsukasa Shobou, las cuales se declararon en quiebra en 2007, y Shoubunkan que, a principios de la década de 2000, fue líder en el número de mangas fabricados, pero más tarde llevó el desarrollo de su negocio en otras direcciones.
Akane Shinsha publica revistas como Comic Tenma (1998), Comic choiS! (2006), Comic RiN y Comic LO (2002). Comic LO es una de las revistas lolicon más caras de la empresa («LO» en el título significa «Lolita Only» (Solo Lolita)). Core Magazine imprime Comic HOTMiLK (2007), Comic MegaStore, Comic the Zero EX (2007), Comic Nyan2 Club GOLD (2006) y Manga Bangaichi. Las ediciones de manga hentai de más de 600 yenes incluyen 2D Dream Magazine y Comic Unreal (publicados por Kill Time Communication), Comic Momohime (por Fujimi Shuppan), Angel Club (por Angel Shuppan), Buster Comic (por TI Net), Comic Pheromone (por Tokyo Sanseisha) y Sun Publishing Magazines. Varias empresas no especializadas también tienen publicaciones hentai, por ejemplo, Futabasha con la revista mensual Men's YOUNG.
En la década de 1990, las revistas para mujeres más populares eran Comic Amour y June, pertenecientes a Sun Publishing, que se publican desde 1978. A finales de la década de 1990, la circulación de June oscilaba entre 80 y 100 mil copias, costando el doble que cualquier otra revista de manga. Comic Amour, a su vez, alcanzó las 450 mil copias mensuales. Ambas revistas se imprimen hasta el día de hoy. Desde finales de la década de 1980 hasta su quiebra en 2006, Biblos fue una importante editorial de yaoi, que produjo, entre otras revistas, BExBOY y Be-Boy Gold.

## Legislación japonesa
El artículo 175 del código penal de Japón prohíbe la publicación de material «moralmente perjudicial», que tal como se interpreta actualmente incluye la exposición de genitales, así que es frecuente ver una barra cubriendo los genitales, o bien los genitales borrosos. Antes de 1994, la interpretación de esta ley incluía la prohibición de exponer vello púbico, una norma que se eludía dibujando personajes sin vello púbico.
Sin embargo, esto causaba problemas cuando los vídeos hentai se distribuían a lugares como Europa y Estados Unidos. Como los personajes del anime parecen más jóvenes que los personajes de la misma edad de los dibujos animados occidentales, eso dio a algunos la impresión de que los vídeos contenían pornografía infantil.
Un dato menos conocido es que la censura japonesa es muy estricta en cuanto a los dibujos sobre actividad sexual entre humanos y animales.[cita requerida] Aunque se permite que circulen con relativa libertad actos con monstruos imaginarios (que suelen tener los conocidos tentáculos fálicos con el fin de evitar la ley relativa a los genitales de verdad), se ha considerado el sexo zoofílico con animales existentes como algo que debe ser perseguido.
Existen organizaciones que regulan los títulos de las obras. Aunque no es habitual la persecución judicial, Suwa Yuuji fue multado por su obra Misshitsu con 500 000 yenes y evitó la cárcel al declararse culpable.